# El Kabaria
El Kabaria (àrab: الكَبَّارِيَّةُ, al-Kabbāriyya) és una ciutat de Tunísia a la rodalia de Tunis, situada uns 4 km al sud de la ciutat, encara a la governació de Tunis, però unida de fet a la ciutat de Ben Arous (situada més al sud), a la de Jebel Jelloud (al port) i a les de Sidi Belhassen i El Ouardia, situades a l'oest i sud-oest. És capçalera d'una delegació amb 77.780 habitants al cens del 2004.

## Administració
Com a delegació o mutamadiyya, duu el codi geogràfic 11 66 (ISO 3166-2:TN-12) i està dividida en vuit sectors o imades:
- El Kabaria 1 (11 66 51)
- El Kabaria 2 (11 66 52)
- El Kabaria 3 (11 66 53)
- El Kabaria 4 (11 66 54)
- Cité Ennour (11 66 55)
- Ibn Sina 1 (11 66 56)
- Ibn Sina 2 (11 66 57)
- El Mourouj 2 (11 66 58)

Al mateix temps, constitueix una de les circumscripcions o dàïres, amb codi geogràfic 11 11 24, de la municipalitat o baladiyya de Tunis (codi geogràfic 11 11).